# 6th South African Armoured Division
La 6th South African Armoured Division fu una divisione corazzata del South African Army, creata nel febbraio 1943 per prendere parte agli eventi della seconda guerra mondiale.
Prima grande formazione corazzata dell'Esercito sudafricano, la divisione nasceva in realtà per supplire alle carenze di organico date dal declinante numero di volontari offertisi per il servizio oltremare, carenze che avevano portato allo scioglimento delle due divisioni di fanteria sudafricane che avevano combattuto nella campagna del Nordafrica. Addestrata in Egitto, la 6th Division sbarcò a Taranto nell'aprile 1944 per prendere parte ai combattimenti della campagna d'Italia; per integrare l'organico, la divisione incorporò alcune piccole unità di volontari della Rhodesia Meridionale, oltre a vedersi aggregate all'organico, per periodi variabili della sua carriera, unità britanniche e statunitensi.
Inizialmente in forza alla 8ª Armata britannica, la divisione prese parte all'inseguimento delle forze tedesche in Italia centrale seguente la rottura del fronte nella battaglia di Cassino; dopo aver partecipato alla rottura della Linea Albert tedesca, il 4 agosto unità della divisione furono in prima fila nella liberazione di Firenze. La divisione avanzò poi in direzione di Bologna, venendo fermata sull'Appennino tosco-emiliano dalle forti difese della Linea Gotica; il 17 agosto l'unità passo in forza alla 5ª Armata statunitense, prendendo quindi parte nell'aprile 1945 all'offensiva della primavera 1945 sul fronte italiano. Dopo la conclusione delle ostilità nel maggio 1945, la divisione svolse compiti d'occupazione in Piemonte per poi essere progressivamente smobilitata e rimpatriata; l'unità fu sciolta al termine delle procedure di rimpatrio nel marzo 1946.

## Storia

### La fondazione

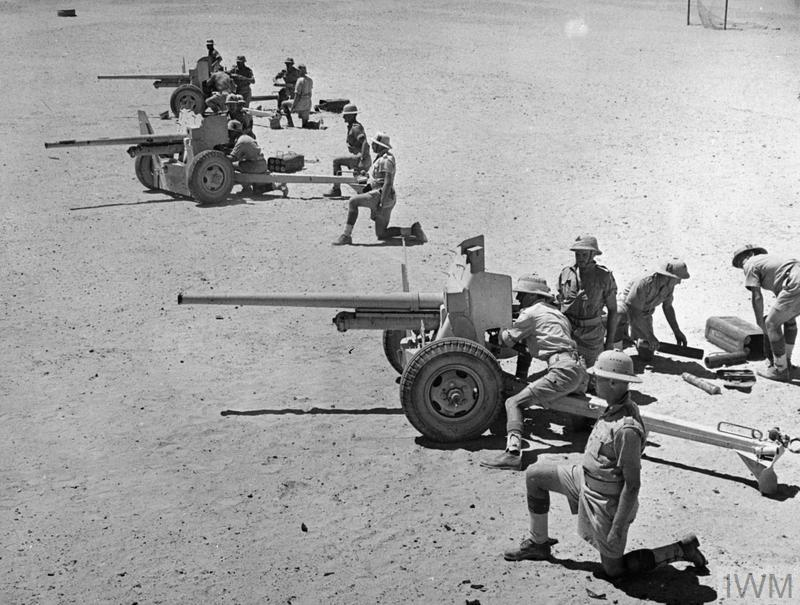
Artiglieri della 6th Division si addestrano in Egitto nel settembre 1943 con dei pezzi anticarro Ordnance QF 6 lb

La possibilità di formare una divisione corazzata sudafricana venne discussa una prima volta nell'aprile 1941 tra il maggior generale George Brink, comandante della 1st South African Infantry Division in quel momento impegnata nella campagna del Nordafrica, e il primo ministro sudafricano Jan Smuts. All'epoca, il Sudafrica stava lottando con la carenza di materiale umano per mantenere a un livello accettabile l'organico delle due divisioni di fanteria inviate al fronte in Nordafrica (la 1st Division già impegnata e la 2nd South African Infantry Division appena creata e in partenza per l'Egitto): per legge tutte le unità sudafricane inviate al di fuori del Sudafrica stesso dovevano essere composte da volontari, ma da tempo si registrava un afflusso di nuove reclute inferiore alle attese. Se questa tendenza fosse continuata, si sarebbe reso necessario trasformare una delle divisioni di fanteria in una divisione corazzata, visto che l'organico di quest'ultima richiedeva meno uomini rispetto alla prima; più avanti, il progetto divenne di convertire entrambe le divisioni di fanteria in divisioni corazzate, visto che il calo dei livelli di manodopera disponibile divenne anche più pronunciato.
Dopo la seconda battaglia di El Alamein (23 ottobre - 5 novembre 1942), la 1st South Africa Division fu ritirata dal fronte e smembrata: la sua 1st Infantry Brigade fu sottratta all'organico dell'unità e riportata in patria, per essere unita alla 7th Infantry Brigade sudafricana (in quel momento impegnata nella battaglia del Madagascar) e formare il nucleo della 1st South African Armoured Division; le altre due brigate della divisione, la 2nd e 3rd Infantry Brigade, rimasero in Egitto per formare il nucleo della costituenda 6th South African Armoured Division, la quale avrebbe dovuto sostituire sulla linea del fronte la 2nd Infantry Division finita in gran parte annientata alla caduta di Tobruch nel giugno 1942.
Nel gennaio 1943 i leader alleati decisero, nel corso della conferenza di Casablanca, di proseguire le operazioni belliche nel teatro del Mediterraneo avviando l'invasione della Sicilia e quindi dell'Italia una volta ultimata l'occupazione del Nordafrica. Questi piani riducevano la necessità di disporre di un gran numero di divisioni corazzate, molto più utili negli ampi spazi pianeggianti del Deserto Libico-Nubiano, e ciò, unito alla sempre più grave carenza di volontari, portò all'abbandono dei piani per la costituzione della 1st South African Armoured Division: tutte le brigate della disciolta 1st South African Infantry Division furono rimpatriate in Sudafrica per essere combinate tra loro, riorganizzate e riaddestrate formando così il nucleo della nuova 6th South African Armoured Division. La divisione fu ufficialmente attivata in Sudafrica il 1º febbraio 1943 al comando del maggior generale Evered Poole e salpò per Suez il 30 aprile seguente con due brigate a ranghi completi, una corazzata (la 11th Armoured Brigade) e una di fanteria motorizzata (la 12th Motorised Brigade).

### In Egitto

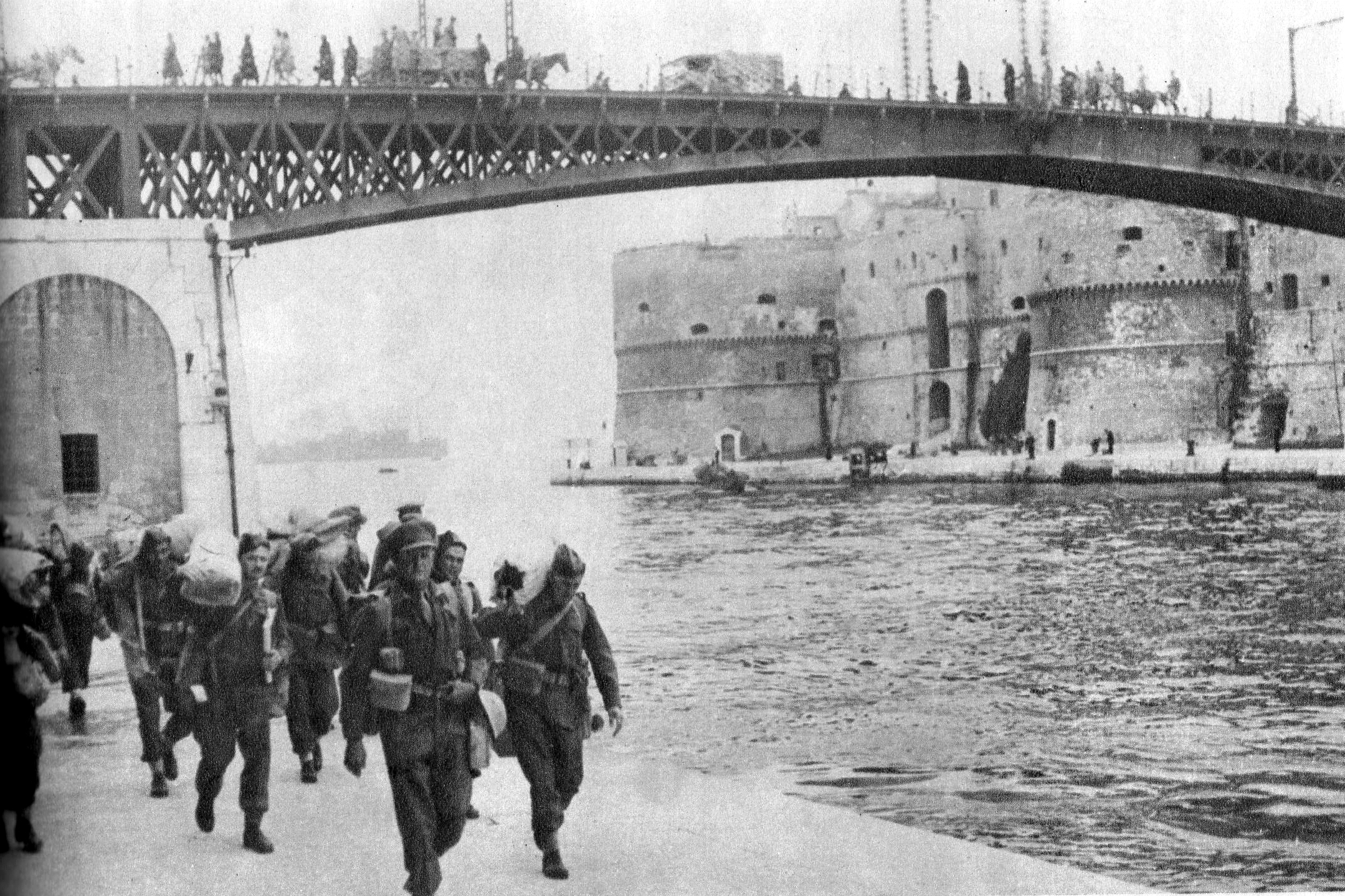
I soldati sudafricani sbarcano a Taranto nell'aprile 1944; alle loro spalle si notano il Castello Aragonese e il Ponte di San Francesco di Paola

Una volta in Egitto la divisione iniziò ad addestrarsi alle operazioni corazzate a Khataba, nel deserto a nord-ovest de Il Cairo, e a integrare nel suo organico alcune unità di rinforzo provenienti dalla Rhodesia Meridionale. In aggiunta, la carenza di manodopera aveva obbligato ad amalgamare numerose unità, e molto del periodo di addestramento fu speso per integrare reparti prima distinti in nuove unità composite. L'addestramento della divisione si concluse con una serie di grandi esercitazioni: l'"Exercise Cape Town" tra il 1º e il 3 dicembre 1943 per la 11th Armoured Brigade (11th Armd Bde), l'"Exercise Durban" tra il 5 e il 7 dicembre per la 12th Motorised Brigade (12th Mot Bde) e infine l'"Exercise Tussle" il 21 gennaio 1944 per l'intera divisione. Il 23 gennaio la divisione si spostò quindi a Helwan.
Oltre che per esercitarsi, il lungo periodo di sosta della divisione in Egitto fu dovuto anche alle indecisioni circa il ruolo che doveva rivestire. All'epoca l'unità era considerata come la formazione più addestrata e con maggior esperienza bellica del Sudafrica: su 14.000 uomini in organico 3.500 erano stati insigniti dell'Africa Star per i loro servigi nella campagna nordafricana, eppure dopo un anno dalla data di creazione della divisione essa si trovava ancora in riserva nelle retrovie. Vi era la sensazione che l'Eighth Army britannica impegnata in Italia non necessitasse di ulteriori divisioni corazzate, e che piuttosto i comandi alleati volessero impiegare i reparti sudafricani come unità di presidio nel Medio Oriente liberando le unità dell'India britannica fino a quel momento destinate a ciò, al fine di fornire rimpiazzi alle due divisioni indiane dell'Eighth Army (la 4th e la 8th Indian Division) già in azione sul suolo italiano.
Questi sospetti sembrarono concretizzarsi il 3 marzo 1944, quando la divisione ricevette l'ordine di trasferirsi nel Mandato britannico della Palestina; i primi elementi si misero in marcia il 7 marzo, ma il 12 marzo questo movimento venne arrestato e la divisione ricevette infine l'ordine di prepararsi a partire per l'Italia. Tra il 14 e il 16 aprile la divisione si imbarcò ad Alessandria d'Egitto, per poi arrivare a Taranto tra il 20 e il 21 aprile seguente.

### L'avanzata dopo la caduta di Roma

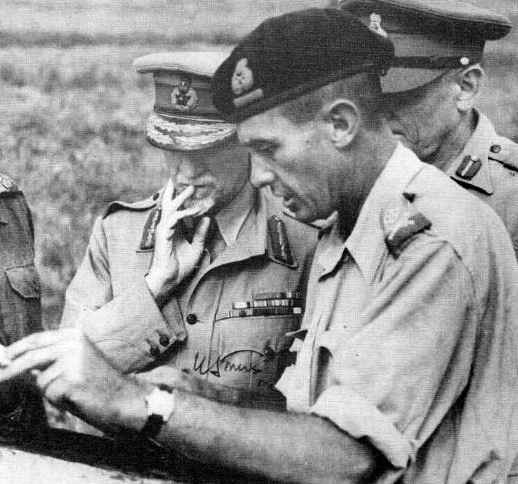
Il feldmaresciallo Smuts, primo ministro del Sudafrica (a sinistra), conferisce con il generale Poole (a destra, con il basco) a Chiusi il 24 giugno 1944

La divisione era ancora in fase di raggruppamento dopo il suo arrivo in Italia quando la 12th Motorised Brigade, con l'artiglieria e gli elementi di supporto, ricevette l'ordine di trasferirsi nell'area di Isernia per sostituire sulla linea del fronte l'11th Canadian Infantry Brigade, temporaneamente al comando della 2nd New Zealand Division del X Corps britannico. La 12th Motorised Brigade fu la prima unità terrestre sudafricana a entrare in azione in Italia: i sudafricani tennero la linea del fronte del X Corps durante gli eventi della battaglia di Cassino e dello sfondamento dalla testa di ponte di Anzio, per poi essere ritirati e riuniti al resto della 6th Division.
Dopo aver fatto parte della riserva dell'Eighth Army britannica, la divisione fu spostata in avanti e aggregata il 28 maggio al I Canadian Corps, poco dopo che i canadesi e i polacchi del 2 Korpus avevano aperto una breccia nella linea Hitler a nord di Cassino. Dopo la liberazione di Roma da parte degli Alleati il 4 giugno, la 6th Division ricevette l'ordine di muovere su per la via Casilina per fungere da apripista del XIII Corps britannico, a cui fu aggregata il 6 giugno; per portare la divisione all'organico completo di tre brigate come normale per le divisioni britanniche, la 24th Guards Brigade britannica di fanteria motorizzata fu posta agli ordini della formazione sudafricana. La divisione avanzò lungo la valle del fiume Tevere, a partire dalla zona del Lago di Bolsena a est dirigendo verso ovest a una velocità di 16 chilometri al giorno e superando le unità fiancheggianti. Il 10 giugno la 11th Armoured Brigade, che guidava l'avanzata, incappò in uno schermo di postazioni anticarro predisposto dalla 365. Infanterie-Division tedesca a sud di Celleno: per la prima (e unica) volta il comandante della brigata, generale J.P.A. Furstenburg, fu in grado di schierare tutti e tre i suoi reggimenti corazzati e il suo battaglione motorizzato in un'unica battaglia, ottenendo un'importante vittoria. Il tenente colonnello Papa Brits (dello Special Service Battalion) e il tenente colonnello Bob Reeves-Moore (dell'Imperial Light Horse/Kimberley Regiment) ricevettero una Distinguished Service Order per le loro azioni di comando durante questo scontro con i tedeschi. Il 12 giugno la 6th Division prese Orvieto, avendo completato un'avanzata di 121 chilometri in dieci giorni nonostante un contatto giornaliero con le forze nemiche.
Il 17 giugno, la Imperial Light Horse dell'11th Armd Bde venne fermata dai paracadutisti tedeschi della Fallschirm-Panzer-Division 1 "Hermann Göring" durante un tentativo di prendere la città di Chiusi; il 23 giugno seguente, tuttavia, la città cadde in mano alla fanteria del Cape Town Highlanders Regiment. Nel corso dello scontro per Chiusi, la compagnia dei Cape Town Highlanders che guidava l'avanzata sulle colline attorno alla città rimase tagliata fuori e, circondata dai tedeschi nella notte tra il 21 e il 22 giugno, fu costretta ad arrendersi. Dopo la perdita di gran parte della 2nd Infantry Division a Tobruch due anni prima, la resa di un gran numero di soldati sudafricani era divenuta una questione sensibile e il primo ministro Smuts, diretto a un incontro del Chiefs of Staff Committee britannico a Londra, fece deviare il suo aereo su Orvieto per conferire con il comando della 6th Division e discutere delle conseguenze politiche e militari di questo evento.

### L'attraversamento della Linea Albert

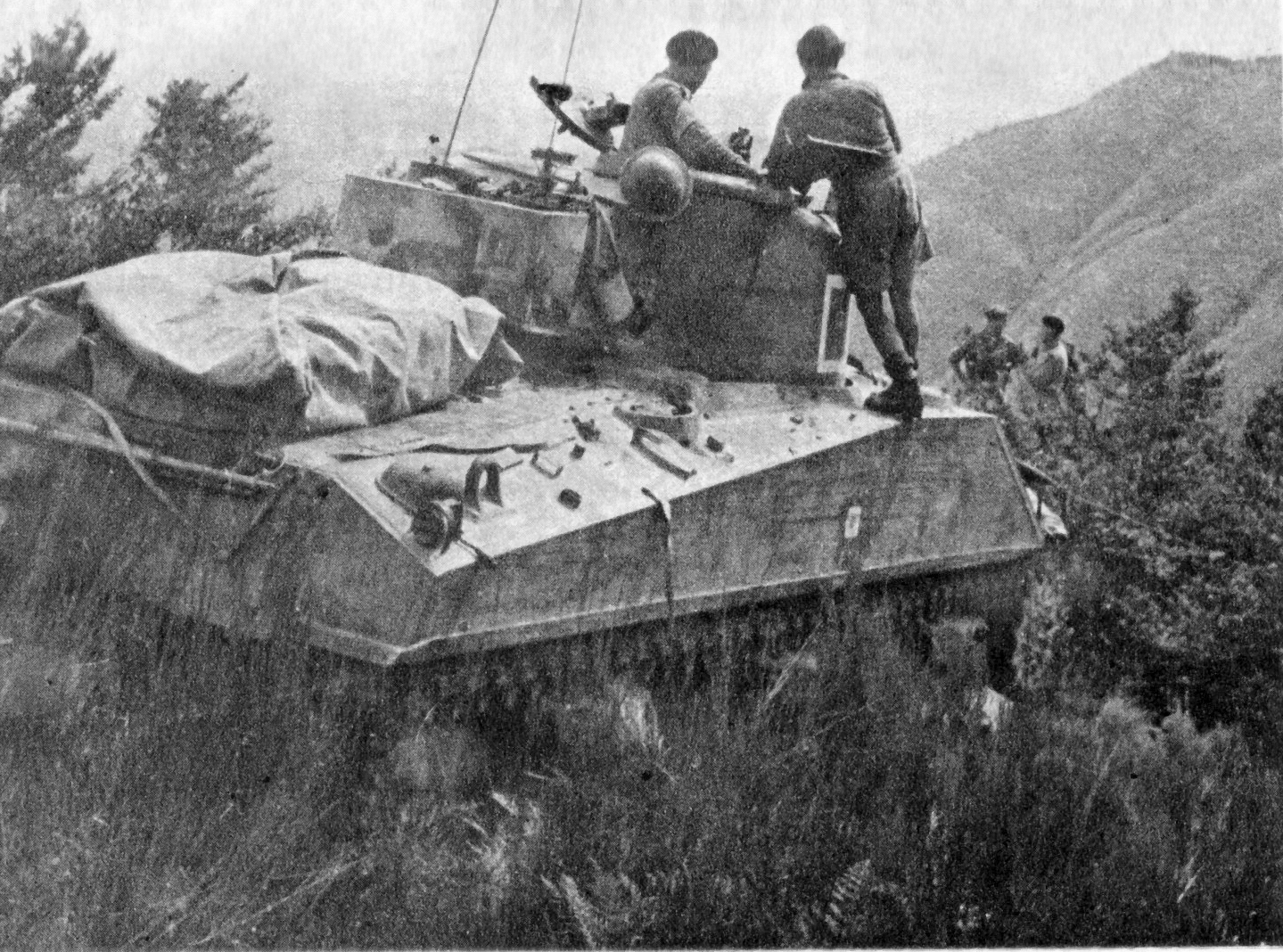
Un carro M4 Sherman del Pretoria Regiment sudafricano durante l'avanzata attraverso le colline del Chianti

Il 28 giugno, dopo duri scontri, la Linea Albert tedesca (indicata dagli Alleati anche come "Linea del Trasimeno") venne rotta e le truppe alleate ripresero l'avanzata verso nord, con la 24th Guards Brigade che raggiunse Chianciano Terme mentre la 11th Armd Bde spingeva a nord verso il Lago di Montepulciano. L'avanzata del XIII Corps su Firenze era guidata dalla 6th Armoured Division britannica sulla destra, dalla 4th Infantry Division britannica al centro e dai sudafricani della 6th Division sulla sinistra; quest'ultima avanzò su due colonne attraverso Rapolano Terme e Palazzuolo sul Senio finché non incappò nelle difese della Linea Georg tedesca, una posizione di arresto stabilita dal LXXVI Panzer Corps sul lato nord della Statale 73.
La consistenza dei reparti tedeschi che tenevano la linea non era inizialmente nota, e gli elementi di testa del XIII Corps britannico continuarono a spingere in avanti aspettandosi che la linea tedesca si sgretolasse sotto la pressione senza bisogno di lanciare un attacco su vasta scala; il corpo britannico inviò diversi battaglioni a catturare le alture attorno Monte Lignano, ma gli scontri per le colline continuarono per tutto il 6 e 7 luglio senza che i tedeschi della 15. Panzergrenadier-Division venissero scalzati dalle loro postazioni. I sudafricani furono bloccati sul fianco sinistro, con le loro due brigate di fanteria sparse su un fronte di 16 chilometri mentre i corazzati della 11th Armd Bde dovettero essere ritirati in riserva a causa del terreno troppo impervio per loro. Il 7 luglio la 2nd New Zealand Division venne portata in avanti dalle riserve del XIII Corps, e il suo attacco appoggiato dai corazzati della 6th Armoured Division britannica riuscì infine a scacciare i tedeschi dalle colline e a obbligarli a ritirarsi sulla successiva linea di resistenza, la linea Heinrich lungo le rive dell'Arno, entro il 15 luglio; la divisione sudafricana poté quindi riprendere l'avanzata, muovendo verso Radda in Chianti lungo la zona occidentale della regione delle Colline del Chianti.
I sudafricani fecero buoni progressi, muovendo con la 12th Mot Bd a cavalcioni della strada che costituiva l'asse dell'avanzata della divisione e con la 24th Guards Bde sul fianco destro lungo le piste delle Colline del Chianti. Radda fu messa in sicurezza nella notte del 17 luglio, e la divisione ricevette l'ordine di prendere le principali alture del Chianti: la 24th Guards Bde prese Monte Maione con un attacco nella notte tra il 18 e il 19 luglio grazie al supporto dei carri armati del Pretoria Regiment, mentre la 12th Mot Bde prese Monte San Michele il 20 luglio; i sudafricani dominavano ora la vallata del Casentino e le vie di avanzata su Firenze.

### La liberazione di Firenze
Il 20 luglio il generale Sidney Kirkman, comandante del XIII Corps, diede le sue disposizioni per il forzamento dell'Arno a ovest di Firenze; questo sforzo sarebbe stato portato avanti dalla divisione sudafricana, con la 4th Infantry Division britannica alla sua destra e appoggio sui fianchi dato dalla 6th Armoured Division britannica e dalla 8th Indian Infantry Division. L'avanzata delle unità sudafricane fu rallentata nelle vicinanze di Greve in Chianti a causa degli ampi campi minati disposti dai tedeschi, che misero fuori uso diversi carri armati; l'11th Armd Bde ebbe tuttavia successo nel catturare Mercatale, difesa da unità della 356. Infanterie-Division tedesca supportate da carri pesanti Panzer VI Tiger I. La divisione si aprì la strada attraverso Greve in Chianti, solo per venire di nuovo bloccata dai paracadutisti della 4. Fallschirmjäger-Division sulle rive del fiume Greve il 24 luglio; i sudafricani riuscirono tuttavia ad aggirare i paracadutisti tedeschi, che si ritirarono nella notte tra il 24 e il 25 luglio ripiegando sulla successiva postazione di difesa, la Linea Paula.
Kirkman pose ancora una volta la 6th South African Armoured Division, appoggiata sul fianco questa volta dalla 2nd New Zealand Division, alla testa dell'avanzata del XIII Corps attraverso la Linea Paula, con obiettivo Firenze: i neozelandesi avrebbero sostenuto il peso dell'assalto principale, mentre i sudafricani avrebbero neutralizzato le postazioni nemiche sulle alture a ovest di Impruneta e quindi ripulito la Statale 2 che conduceva a Firenze; il comandante delle forze alleate in Italia, generale Harold Alexander, diede disposizione perché non si combattesse direttamente dentro Firenze, e Kirkman puntò piuttosto ad aggirare la città. L'attacco iniziò il 31 luglio con pesanti bombardamenti d'artiglieria e più di 100 incursioni aeree della Desert Air Force, che sostennero l'avanzata in tre colonne dei sudafricani, dei neozelandesi e dei britannici della 4th Infantry Division. Entro la mattina del 4 agosto le unità d'avanguardia avevano raggiunto la periferia di Firenze, solo per scoprire che tutti i ponti che attraversavano l'Arno erano stati fatti saltare in aria dai tedeschi; una pattuglia di sudafricani dell'Imperial Light Horse/Kimberley Regiment scoprì tuttavia che Ponte Vecchio era stato lasciato intatto, e sotto un pesante fuoco di artiglieria nemico riuscì ad attraversarlo entrando nel centro di Firenze alle 04:00, prima unità alleata a mettere piede in città.
Presa Firenze, la divisione fu ritirata dal fronte e posta nelle riserve dell'Eighth Army nella zona tra Siena e Castelnuovo Berardenga per un periodo di riposo; il 17 agosto la divisione fu trasferita dall'organico del XIII Corps britannico a quello del IV Corps statunitense, onde rimpiazzare le divisioni ritirate dall'Italia per essere impiegate nello sbarco nel sud della Francia. La divisione lasciò quindi l'Eighth Army britannica per entrare a far parte della Fifth Army statunitense.

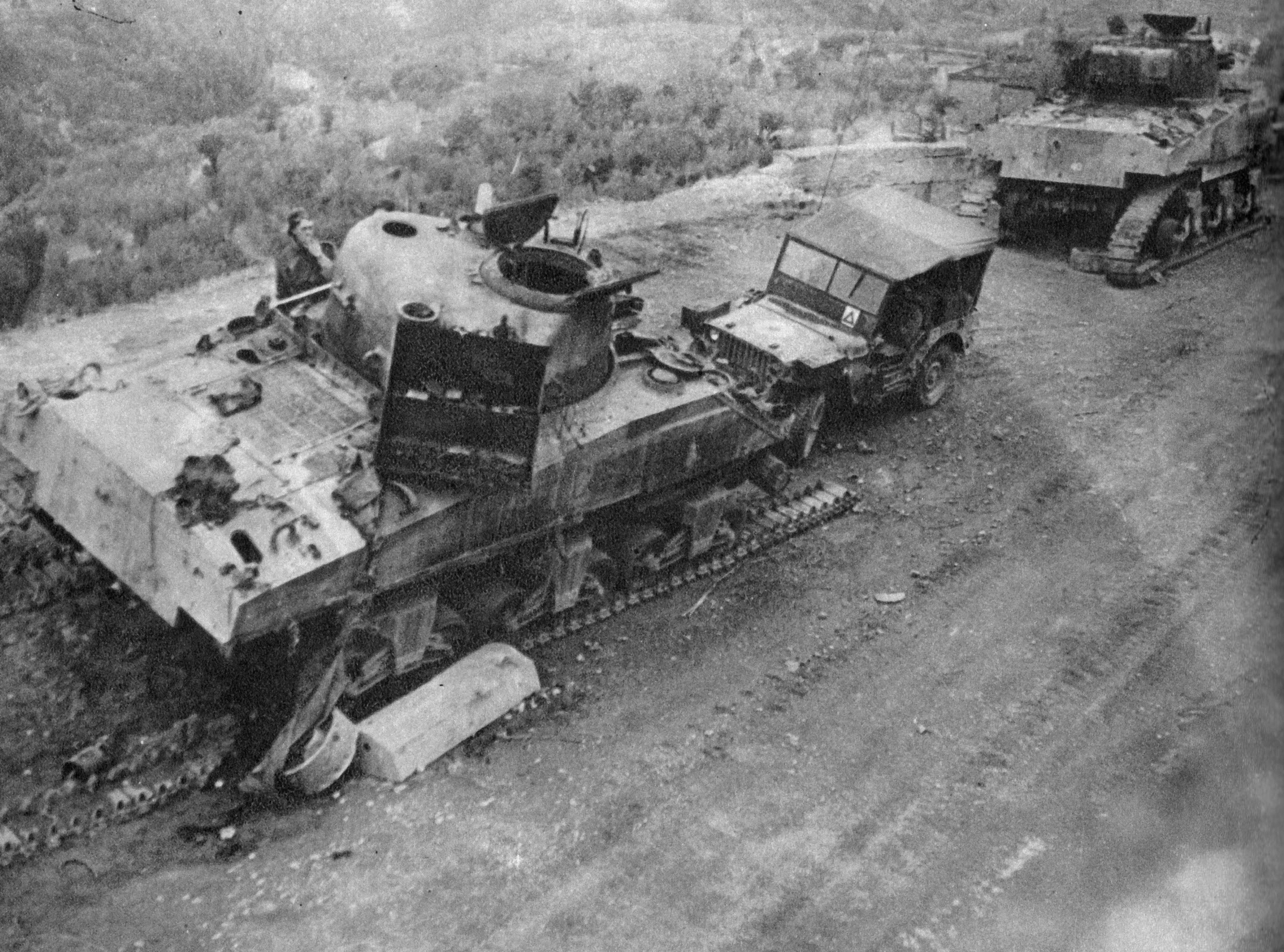
Carri Sherman sudafricani messi fuori combattimento su una strada degli Appennini

### Dall'Arno agli Appennini
La divisione tornò in linea alla fine di agosto, per riprendere l'inseguimento dei tedeschi in ritirata dalla linea dell'Arno. Nella notte tra il 28 e il 29 agosto il grosso della 12th Mot Bde attraversò il fiume presso Le Piagge sotto un leggero fuoco d'artiglieria nemico. I resoconti dei prigionieri catturati confermarono che i tedeschi erano in piena ritirata e la brigata, come pure la 24th Guards Brigade che la seguiva, ricevette l'ordine di inviare verso nord pattuglie da combattimento per determinare l'estensione del ripiegamento del nemico; nel frattempo, i genieri sudafricani lanciavano ponti Bailey sul fiume per agevolare il passaggio dei reparti divisionali, operazione portata a termine il 3 settembre sotto uno sporadico fuoco d'artiglieria nemico. Vista la debole resistenza offerta dai tedeschi, il generale Poole incoraggiò l'avvio di una rapida avanzata ma ciò fu respinto dal comando della Fifth Army, il quale non voleva compromettere l'effetto sorpresa dell'offensiva che stava preparando a partire dalla zona a nord di Firenze. L'ordine per i sudafricani di attendere e tenere il massiccio dell'Albano fino a nuovo avviso fu profondamente risentito dal comando di divisione, e venne considerato come rappresentativo della persistente inflessibilità messa in luce dalla leadership della Fifth Army.
L'offensiva della Fifth Army iniziò il 10 settembre: in appoggio all'operazione Olive scatenata pochi giorni prima dalla Eighth Army britannica sul fronte dell'Appennino tosco-romagnolo, l'armata statunitense lanciò un attacco contro i bastioni montuosi a sud di Bologna; come parte di questo piano, alla 6th Division fu ordinato di avanzare lungo la Statale 64 tra Vergato e Bologna per andare a catturare le vette gemelle di Monte Sole e Monte Caprara. La 24th Guards Brigade fu quindi la prima componente della divisione a entrare in contatto con le difese tedesche della Linea Gotica allestite lungo gli Appennini, quando i suoi reparti avanzati incapparono nelle postazioni fortificate tenute da due battaglioni della Lehr-Brigade (mot.) 900 e da due battaglioni della 362. Infanterie-Division. Dopo essere rimasta di guardia nella zona del massiccio dell'Albano, l'11th Armd Bde fu portata in avanti per affrontare i tedeschi della 362. Infaterie-Division, anche se venne obbligata a operare senza i suoi carri armati a causa del terreno troppo impervio. La situazione si sbloccò solo il 22 settembre, quando i tedeschi lasciarono le loro postazioni per ripiegare sulla successiva linea difensiva, detta "Linea Verde II".

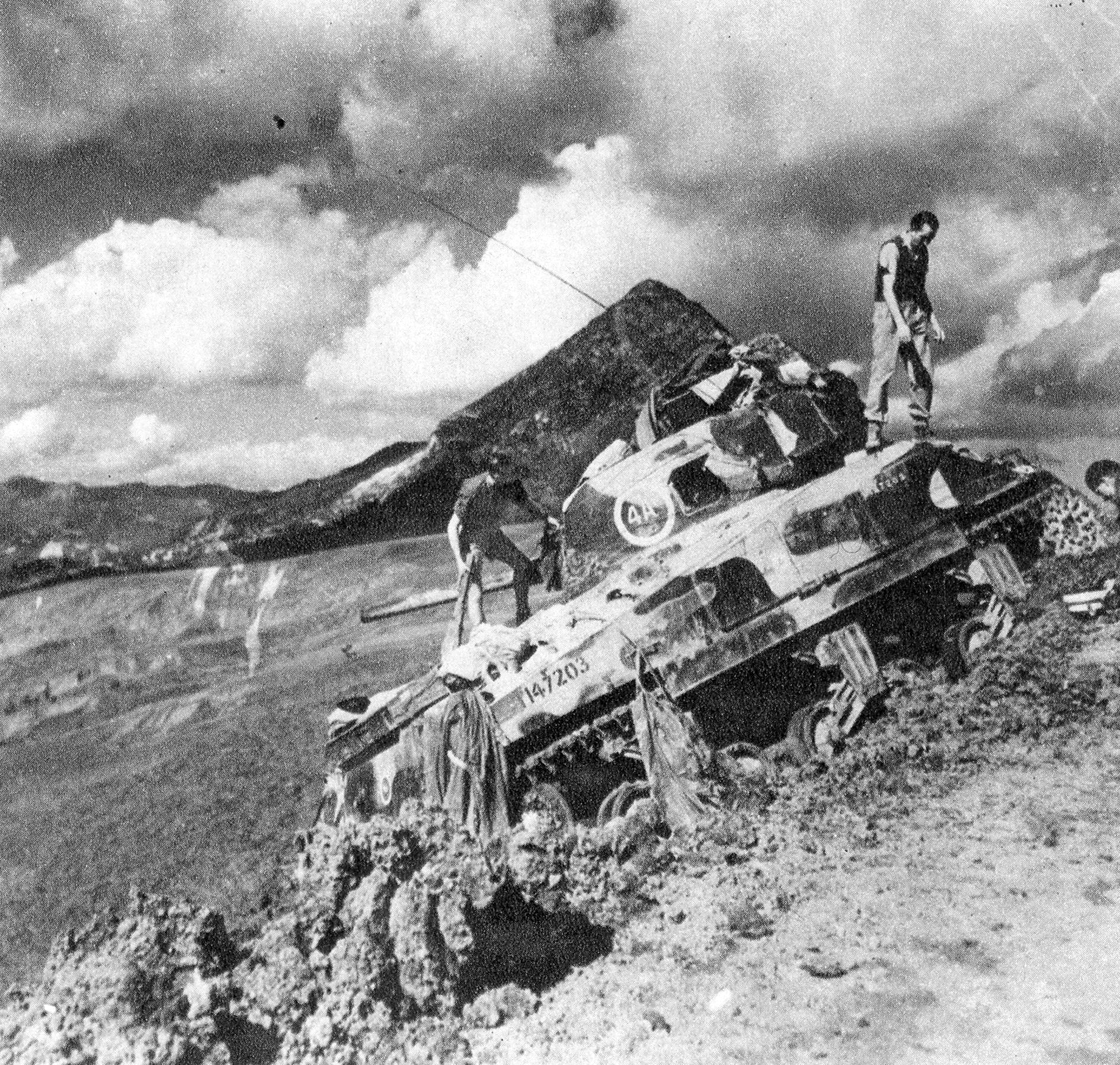
Carristi rhodesiani della 6th Division ripresi nelle vicinanze di Monte Vigese

I sudafricani ripresero l'avanzata con il II Corps statunitense sulla destra e la 34th Infantry Division sulla sinistra; rapporti riferirono che la provata 362. Infaterie-Division era stata sostituita da un'unità scelta, la 16. SS-Panzergrenadier-Division "Reichsführer-SS", la quale sbarrava ora il cammino alle unità sudafricane. Entro il 28 settembre la divisione stava avanzando su tre assi ampiamente separati, ma le forze tedesche in ritirata avevano operato vaste demolizioni di ponti e tunnel e ciò, unito alla congestione del traffico sulle strette strade appenniniche, rendeva l'avanzata estremamente lenta; fu quindi deciso di lasciare uno degli assi dell'avanzata ai reparti statunitensi visto che i genieri sudafricani non erano in grado di tenere aperte tre diverse strade simultaneamente: la 24th Guards Brigade fu quindi riunita alla 11th Armd Bde per proteggere il fianco occidentale del II Corps statunitense. Il Monte Vigese dominava la principale linea d'avanzata della 6th Division, ma due giorni di estesi combattimenti sotto la pioggia scrosciante con i tedeschi del SS-Panzergrenadier-Regiment 36 non consentirono ai sudafricani di conquistare la posizione; Poole ordinò quindi una pausa, per preparare un più coordinato attacco alla montagna da parte della 12th Mot Bde, con le altre due brigate in supporto. Dopo un pesante bombardamento d'artiglieria che vide l'impiego di più di 10.000 proiettili, la posizione di Monte Vigese fu infine espugnata.
Dopo la battaglia per Monte Vigese, la divisione fu ritirata dal fronte per un periodo di riposo e recupero. La 6th Division fu sottratta all'organico del IV Corps e assegnata agli ordini diretti del comando della Fifth Army in previsione di un suo impiego in appoggio dell'avanzata del II Corps statunitense; in aggiunta, l'organico della divisione fu massicciamente rinforzato con l'aggiunta di unità d'artiglieria pesante britanniche e statunitensi e dei carri armati del Combat Comand B, una brigata corazzata distaccata dalla 1st Armored Division statunitense. Alla 6th Division fu assegnato il compito di spingere verso nord verso Bologna per coprire il fianco della 34th Division statunitense: il Combat Command B sarebbe avanzato lungo la Statale 64 e la 24th Guards Brigade lungo la valle del fiume Setta, con la 11th Armd Bde e la 12th Mot Bde a coprire il terreno impervio in mezzo alle due brigate. Entro il 25 ottobre la divisione aveva guadato il Setta e preso il rilievo di Quota 501 sotto Monte Sole, ma l'attacco della 24th Guards Brigade contro Monte Sole stesso fu bloccato dall'abbattersi di piogge torrenziali. Il giorno seguente la pioggia continua aveva trasformato il terreno in un pantano, portando all'isolamento degli elementi della divisione attestati su Quota 501 e alla sospensione del supporto aereo ai sudafricani da parte del XXII Tactical Air Command statunitense.
L'attacco a Monte Sole venne cancellato e la divisione tornò sotto il comando del IV Corps il 4 novembre. Con l'arrivo dell'inverno tutto il fronte della Fifth Army entrò in un periodo di stasi, e l'avanzata si trasformò in qualche azione di pattugliamento per consolidare le postazioni sino a qui raggiunte.

### L'offensiva di primavera

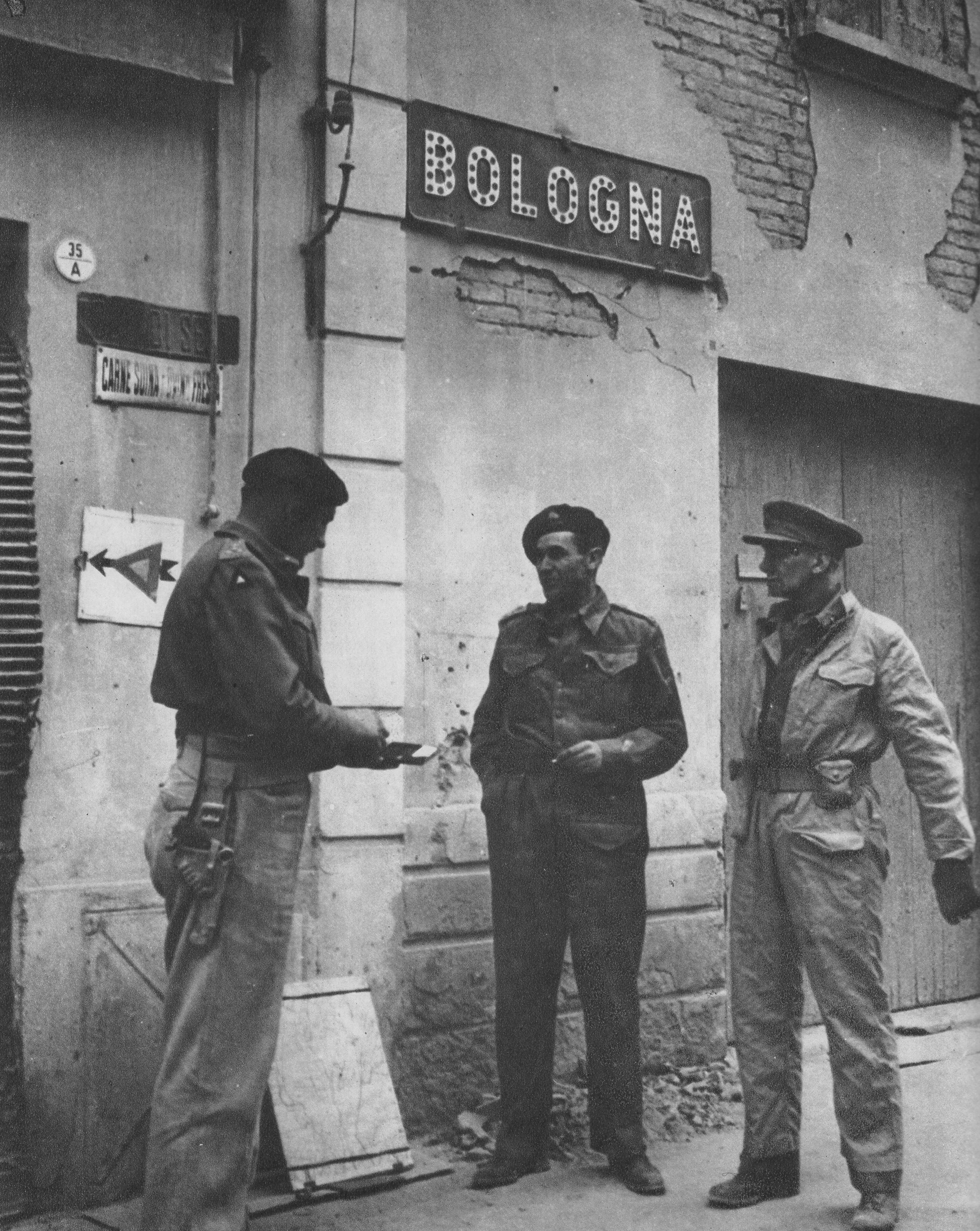
Ufficiali della 6th Division a Bologna nel 1945; si riconoscono il generale Poole (a sinistra) e il comandante dell'11th Armoured Brigate generale Furstenburg (al centro)

Il 15 gennaio 1945 la 6th Division fu riportata in forza al II Corps statunitense; il 18 febbraio seguente la 24th Guards Brigade fu sottratta dall'organico della 6th Division e trasferita in forza alla 56th (London) Infantry Division britannica, ponendo fine a una duratura e apprezzata collaborazione con i sudafricani. La divisione fu sostituita sulla linea del fronte dal Combat Command A della 1st Armored Division statunitense (che prese il posto della 12th Mot Bde) e dal Combat Command B (che sostituì l'11th Armd Bde), e quindi ritirata nelle retrovie nella zona di Lucca
La 6th Division fu quindi assegnata all'imminente offensiva risolutiva degli Alleati in Italia (nome in codice "operazione Grapeshot") prevista per quella primavera. Alla divisione fu assegnato un ruolo nella seconda fase dell'offensiva (fase "Brown"), ricevendo il compito di conquistare i rilievi di Monte Sole e Monte Caprara al centro della linea del II Corps statunitense (e dell'intera Fifth Army), aprendo così la via per la valle del Po; ottenuto lo sfondamento, la 1st Armored Division statunitense doveva muovere verso ovest e la divisione sudafricana doveva dirigere a nord-ovest di Bologna per collegarsi con l'Eighth Army britannica in avanzata in Romagna. I rapporti dell'intelligence riferivano che ora le postazioni obiettivo della 6th Division erano presidiate da reparti della 8. Gebirgs-Division tedesca.
La fase "Brown" dell'operazione Grapeshot ebbe inizio il 15 aprile 1945: quella notte la 6th Division fu la prima delle unità del II Corps a raggiungere gli obiettivi assegnati, prendendo Monte Sole con una serie di ben coordinati attacchi notturni assistiti dai più pesanti attacchi aerei d'appoggio che la divisione ebbe mai nel corso della sua carriera; l'attacco a Monte Sole fu anche la prima esperienza di combattimento per la 13th South African Motorised Brigade (13th Mot Bde), appena arrivata dal Sudafrica per prendere il posto della 24th Guards Brigade nell'organico della divisione. La battaglia era stata feroce per tutte le unità della divisione coinvolte, e nel successivo assalto a Monte Caprara si verificarono gravi perdite. Il 21 aprile l'11th Armd Brigade, supportata da reparti del genio statunitense, fece il suo ingresso nell'abitato di San Matteo della Decima; pesanti combattimenti casa per casa continuarono fino al calare della notte, con molti carri sudafricani messi fuori uso dai Panzerfaust tedeschi. Poole impiegò tutti i reparti disponibili per piegare la resistenza del nemico, ed entro il 22 aprile il paese era stato conquistato.
Questi successi crearono l'occasione per i reparti corazzati di sfondare la linea del fronte e di aprirsi la via per Bologna. I sudafricani si ricongiunsero quindi con i britannici della 6th Armoured Division il 23 aprile, tagliando la via di ritirata dagli Appennini ai reparti tedeschi presi in mezzo tra le due divisioni; in aggiunta, nella loro avanzata i sudafricani distrussero in pratica quanto rimaneva della 65. Infanterie-Division tedesca. Dopo un'avanzata lungo la valle del Po, la divisione si raggruppò nella zona a sud di Treviso il 29 aprile, ricevendo quindi il compito di dirigere su Milano per presidiare la città.

### Fine della guerra e smobilitazione

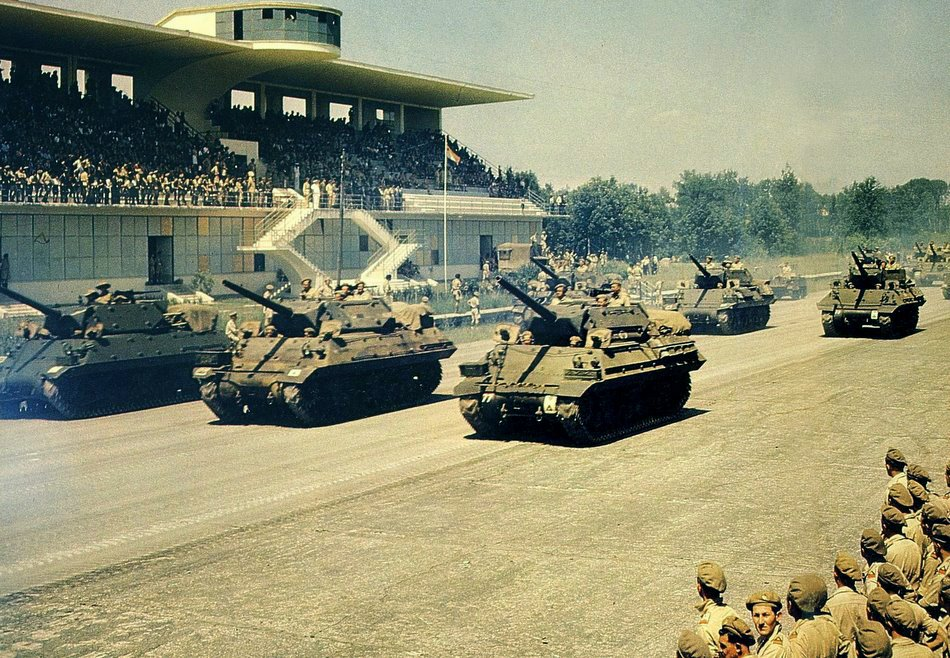
La parata per la vittoria della 6th Division a Monza il 14 luglio 1945; in primo piano, dei cacciacarri M10 Wolverine

Il 2 maggio 1945 la resa delle forze tedesche in Italia entrò in vigore, e il giorno seguente la 6th Division si spostò nella zona a nord-est di Milano; l'8 maggio giunse la notizia della fine della seconda guerra mondiale in Europa. La divisione sfilò in parata per celebrare la vittoria il 14 luglio all'Autodromo nazionale di Monza, alla presenza del comandante in capo delle forze alleate in Italia Mark Clark e del comandante della Fifth Army Lucian Truscott; nel corso di questa cerimonia diverse decorazioni statunitensi furono assegnate a membri della divisione, compresa un'onorificenza di commendatore della Legion of Merit per il generale Poole.
Le brigate sudafricane furono quindi schierate lungo il confine con la Francia e la Svizzera in funzione di truppe d'occupazione: l'11th Armd Bde fu schierata nel nord del Piemonte, la 12th Mot Bde in Valle d'Aosta e la 13th Mot Bde attorno a Torino; il 16 luglio due unità italiane, la 44ª Divisione fanteria "Cremona" e il Gruppo di Combattimento "Mantova", furono poste agli ordini della 6th Division per assisterla nei suoi compiti di presidio della frontiera, mentre il rimpatrio dei battaglioni sudafricani prendeva vita. Con la progressiva riduzione degli organici, il 18 agosto la divisione fu arretrata nella zona di Imperia: le due brigate motorizzate furono amalgamate in un'unica formazione, come pure la brigata corazzata e l'artiglieria divisionale.
Fin dall'inizio dell'aprile 1945 era divenuto ovvio che la guerra stava per finire e che la divisione, come pure varie altre unità sudafricane di supporto, sarebbe stata presto riportata in patria per la smobilitazione. Il 1º maggio, tuttavia, l'Esercito sudafricano si rese conto che non erano stati ancora formulati piani concreti per riportare indietro tutti gli uomini: furono rapidamente formulate istruzioni per un'evacuazione per via aerea di 5.000 soldati al mese a partire dal 1º luglio e di 15.000 uomini via mare durante la seconda metà dell'anno, con l'obiettivo di rimpatriare 45.000 uomini entro la fine del 1945. In aggiunta alle unità della 6th Division e ad altri reparti, dall'Italia erano tuttavia in arrivo anche decine di migliaia di ex prigionieri di guerra sudafricani appena rilasciati dai campi di prigionia, alcuni dei quali in detenzione da più di tre anni; apparentemente, tutti questi non erano stati conteggiati nei piani di smobilitazione.
Il deposito delle truppe sudafricane a Helwan a nord de Il Cairo divenne rapidamente sovraffollato, visto che il numero di soldati rimpatriati giornalmente si rivelò ben presto sostanzialmente inferiore a quanto pianificato; la situazione si aggravò quando il previsto trasferimento via mare dovette essere rimandato: il cibo iniziò a scarseggiare e gli standard di disciplina si deteriorarono quando gli uomini in arrivo furono divisi per ordine alfabetico invece di essere riassegnati alle loro unità d'origine. Una riunione di protesa fu indetta il 20 agosto, e mano a mano che la folla si radunava l'incontro divenne sempre più acceso e violento, degenerando in tumulti: furono saccheggiati e dati alle fiamme numerosi locali egiziani, blocchi di negozi, automobili e abitazioni, come pure il locale centro ricreativo della Navy, Army and Air Force Institutes. Il generale Poole dovette arrivare rapidamente dall'Italia per placare le truppe, promettendo misure immediate per accelerare il rimpatrio dei soldati; alcune settimane dopo, un'inchiesta stimò l'ammontare dei danni causati dai disordini in più di 22 milioni di sterline.
Entro il 25 gennaio 1946, 101.676 uomini erano stati rimpatriati in Sudafrica, e l'ultimo aereo con a bordo il generale Poole lasciò l'Egitto il 26 febbraio arrivando a Durban il 2 marzo seguente. Il rimpatrio di Poole decretò fondamentalmente lo scioglimento della divisione; la formazione fu brevemente riattivata il 1º luglio 1948, per poi essere sciolta nuovamente e definitivamente il 1º novembre 1949. Nel rapporto dello stesso Poole, durante il suo impiego in Italia la divisione aveva subito un totale di 3.543 perdite, di cui 711 morti, 2.675 feriti e 157 dispersi.

## Ordine di battaglia
11th Armoured Brigade
- Pretoria Regiment[N 6]
- Prince Alfred's Guard
- Special Service Battalion

Struttura della 6th Armored Division al 21 aprile 1944

- Imperial Light Horse/Kimberley Regiment (fino al febbraio 1945)

 12th Motorised Infantry Brigade
- First City Regiment/Cape Town Highlanders Regiment
- Natal Carbineers
- Witwatersrand Rifles Regiment/Regiment de la Rey

 24th Guards Brigade
(fino al febbraio 1945)
- 1st Battalion, Scots Guards
- 3rd Battalion, Coldstream Guards
- 5th Battalion, Grenadier Guards

 13th Motorised Infantry Brigade
(dal febbraio 1945)
- Imperial Light Horse/Kimberley Regiment
- Natal Mounted Rifles
- Durban Light Infantry

 Artiglieria divisionale
- 1st/6th Field Regiment, Cape Field Artillery
- 4th/22nd Field Regiment, South African Artillery Corps
- 7th/23rd Medium Regiment, South African Artillery Corps
- 1st/11th Anti-Tank Regiment, South African Artillery Corps
- 1st/12th Light Anti-Aircraft Regiment, South African Artillery Corps

 Truppe divisionali
- 17th Field Park Squadron, South African Engineering Corps
- 12th Field Squadron, South African Engineering Corps
- 8th Field Squadron, South African Engineering Corps
- 6 SA Div Signal Squadron, South African Corps of Signals
- 6 SA Div Artillery Signal Squadron, South African Artillery Corps
- 14th Mot Bde Signals Squadron, South African Corps of Signals
- 19th Field Ambulance, South African Medical Corps
- 20th Field Ambulance, South African Medical Corps

### Annotazioni
1. ↑  Le tabelle organiche dell'Esercito sudafricano prevedevano un totale di 24.108 uomini per equipaggiare al completo una divisione di fanteria, mentre secondo le tabelle organiche del British Army prese come riferimento una divisione corazzata richiedeva 14.195 uomini.
2. ↑  Lo squadrone B del reggimento corazzato sudafricano Prince Alfred's Guard e lo squadrone C dello Special Service Battalion erano composti da personale rhodesiano; la 17th Rhodesian Field Battery divenne parte del 1/6 Field Regiment sudafricano e la 4th Anti-Tank Battery rhodesiana fu aggregata alla divisione come 1/22 Anti-Tank Battery.
3. ↑  Il nome peculiare di questa unità derivava dal fatto che era l'amalgama di due distinte formazioni, l'Imperial Light Horse e il Kimberley Regiment appunto.
4. ↑  Firenze era stata dichiarata città aperta, ma i tedeschi continuarono a bombardare le unità alleate che si avvicinavano alla città. Vedi Doherty, p. 131.
5. ↑  Il Māori Battalion della 2nd New Zealand Division rivendica parimenti il privilegio di essere stata la prima unità alleata a entrare nel centro di Firenze. Vedi (EN) History of the 28th Maori Battalion: Italian Campaign, su 28maoribattalion.org.nz. URL consultato il 21 giugno 2010 (archiviato dall'url originale il 25 maggio 2010).
6. ↑  Come nell'uso britannico, anche nel South African Army il reggimento era solo un'unità cerimoniale e amministrativa: l'unità operativa di base era il battaglione, unito in brigate con altri battaglioni (spesso di altri reggimenti). Per via della carenza di reclute, tutti i reggimenti sudafricani schieravano un singolo battaglione.

### Fonti
1. 1 2  Orpen, p. 1.
2. ↑  Orpen, p. 2.
3. ↑  Orpen, pp. 3, 7.
4. 1 2 3  Klein, p. 232.
5. ↑  Orpen, p. 16.
6. ↑  Orpen, p. 20.
7. ↑  Orpen, p. 23.
8. 1 2  Orpen, pp. 24-25.
9. 1 2 3 4 5  (EN) A.B. Theunissen, Military History Journal—Vol 9 No 5, su samilitaryhistory.org. URL consultato l'8 ottobre 2010.
10. ↑  Klein, p. 234.
11. ↑  Holland, p. 217.
12. ↑  Jackson & Gleave, Vol. VI, Parte 2, p. 208.
13. ↑  Doherty, p. 116.
14. ↑  Doherty, p. 117.
15. 1 2  Doherty, p. 126.
16. ↑  Jackson & Gleave, Vol. VI, Parte 2, p. 45.
17. 1 2  Jackson & Gleave, Vol. VI, Parte 2, p. 76.
18. ↑  Jackson & Gleave, Vol. VI, Parte 2, p. 75.
19. ↑  Jackson & Gleave, Vol. VI, Parte 2, p. 88.
20. 1 2 3 4  Jackson & Gleave, Vol. VI, Parte 2, p. 89.
21. ↑  Jackson & Gleave, Vol. VI, Parte 2, p. 90.
22. ↑  Orpen, p. 149.
23. ↑  Jackson & Gleave, Vol. VI, Parte 2, p. 91.
24. ↑  Jackson & Gleave, Vol. VI, Parte 2, p. 94.
25. ↑  Jackson & Gleave, Vol. VI, Parte 2, p. 95.
26. ↑  Orpen, p. 164.
27. 1 2  Dohertey, p. 132.
28. ↑  Orpen, p. 185.
29. ↑  Orpen, p. 191.
30. ↑  Klein, p. 256.
31. ↑  Orpen, p. 195.
32. ↑  Jackson & Gleave, Vol. VI, Parte 2, p. 264.
33. ↑  Orpen, p. 196.
34. ↑  Klein, p. 244.
35. ↑  Jackson & Gleave, Vol. VI, Parte 2, p. 299.
36. ↑  Orpen, p. 208.
37. ↑  Orpen, pp. 209-211.
38. ↑  Jackson & Gleave, Vol. VI, Parte 2, p. 349.
39. ↑  Jackson & Gleave, Vol. VI, Parte 2, p. 396.
40. ↑  Fisher, p. 363.
41. 1 2  Jackson & Gleave, Vol. VI, Parte 2, p. 395.
42. ↑  Jackson & Gleave, Vol. VI, Parte 2, p. 418.
43. ↑  Martin & Orpen, p. 342.
44. ↑  Fisher, p. 397.
45. ↑  Clark, p. 379.
46. ↑  Jackson & Gleave, Vol. VI, Parte 2, p. 372.
47. ↑  Orpen, p. 260.
48. ↑  Orpen, p. 261.
49. 1 2  Klein, p. 280.
50. ↑  Jackson, Vol. VI, Parte 3, p. 229.
51. ↑  Jackson & Gleave, Vol. VI, Parte 3, p. 235.
52. ↑  Jackson, Vol. VI, Parte 3, p. 276.
53. ↑   Carlo Mondani, Il Passaggio del Fronte, su marefosca.it. URL consultato il 30 ottobre 2010 (archiviato dall'url originale il 22 luglio 2011).
54. ↑  Jackson & Gleave, Vol. VI, Parte 3, p. 258.
55. ↑  Jackson & Gleave, Vol. VI, Parte 3, p. 292.
56. ↑  Fischer, p. 506.
57. ↑  Orpen, p. 308.
58. ↑  Orpen, p. 309.
59. ↑  Orpen, p. 310.
60. 1 2 3  (EN) Selby Webster, The Helwan Riots: August 1945, su samilitaryhistory.org. URL consultato il 29 ottobre 2010.
61. ↑  (EN) History of the South African Air Force, su af.mil.za. URL consultato il 29 ottobre 2010 (archiviato dall'url originale il 5 maggio 2012).
62. ↑  Jackson & Gleave, Vol. VI, Parte 3, p. 335.